# アラン・ジュペ
アラン・マリー・ジュペ（フランス語：Alain Marie Juppé、1945年8月15日 - ）は、フランスの政治家。
ジャック・シラク政権で第15代フランス首相を務めた他、与党の共和国連合総裁・国民運動連合（UMP）の初代総裁などを歴任した。フランス保守政界の重鎮として長年潜在的な大統領候補とみなされ続けているが、汚職や不運に見舞われ浮沈を繰り返す中で出馬も果たせずにいる。2006年からボルドー市長を務めている他、2010年11月14日に発足した第3次フランソワ・フィヨン内閣で第20代国防・退役軍人大臣として入閣を果たした。

## 生い立ちと初期の政治活動
1945年8月15日にランド県モン＝ド＝マルサンに誕生する。1964年にフランス高等師範学校（École normale supérieure、エコール・ノルマル・シュペリウール）を卒業する。アグレガシオンを取得し、1968年にパリ政治学院・1972年にフランス国立行政学院（ENA、エナ）をそれぞれ卒業した。官僚としては財務監察院（Inspection générale des finances）でキャリアをスタートさせた。
1970年にジャック・シラクの演説草稿起草者となり、ここからシラクとの強い結びつきが生まれた。1988年から1995年までパリ市長であったシラクのもとでパリ市財政担当助役を務め、その後1995年から2004年までボルドー市長を務めた。

## 首相就任
1993年3月29日にエドゥアール・バラデュールを首相とする第2次コアビタシオンが成立すると、バラデュール内閣で外務大臣に就任する。1995年フランス大統領選挙で保守陣営は分裂し、シラクとバラデュール首相が対立することとなった。決選投票の末にシラクは大統領に当選し、ジュペは首相に就任する。
アラン・ジュペ内閣はシラク主導のもとでムルロア環礁における核実験を強行したことが契機となり、さらに付加価値税の税率上昇による増税や公務員給与の凍結・行財政改革・規制緩和を行った結果失業率が上昇し、内閣支持率も低下していった。
特に公務員の年金改革（ジュペプラン）は公務員を中心とした反発を招いて大規模なストライキに発展し、3週間に渡り国内の公共交通機関が麻痺し、国民生活・経済活動に大きな影響を与えた。
1997年にシラク大統領は政治状況の不利を改善するために下院のフランス国民議会を解散するが、総選挙の結果フランス社会党が第一党となり、左翼陣営が勝利したためにアラン・ジュペ内閣は総辞職し、後任にはフランス社会党第一書記のリオネル・ジョスパンが選出された。

## 国民運動連合総裁
2002年に共和国連合・フランス民主連合・自由民主党など保守中道諸政党が糾合して結成された大統領多数連合（後の国民運動連合）の初代総裁となるが、2004年7月15日に不正政治資金疑惑に関与した責任を取り、国民運動連合総裁を辞任した。シラク自身はジュペを後継者に考えていたとされ、2007年フランス大統領選挙での有力な候補者と見なされていた時期もあった。

## ニコラ・サルコジ政権
大統領に就任したニコラ・サルコジ政権で同年5月18日に成立した第1次フランソワ・フィヨン内閣で環境・開発・エネルギー・運輸相として入閣を果たし、同時に副首相格としての処遇を与えられた。これにより政治的復権を遂げたに見えたが、同年6月17日に行われた下院国民議会の選挙で落選し、辞任を表明した。2006年10月にボルドー市長に返り咲き、2008年3月の選挙でも第1回投票で過半数を獲得し再選した。
2010年4月の地方選挙における与党大敗後に2012年フランス大統領選挙における自身の出馬を示唆するなど政治的な動きを活発化させていた。その後2010年11月14日に発足した第3次フランソワ・フィヨン内閣でフランス国防相として再入閣を果たし、ここでも再び副首相格の処遇を与えられた。
2011年2月27日にチュニジア旅行の便宜供与とチュニジアを含む対中東外交の不始末から辞任したミシェル・アリヨ＝マリーの後任として外務大臣に就任した。

## 近年の政治活動
フランソワ・オランドの社会党政権の支持が低迷する中で2017年フランス大統領選挙に向け、世論調査では野党の国民運動連合（後に共和党と改名）の候補としてトップの支持率を獲得するなど、その動向に注目が集まり、2016年末の党内予備選挙では最有力と目されていたが、決選投票でフランソワ・フィヨンに敗北した。